# 砂田镇
砂田镇，是中华人民共和国广东省梅州市丰顺县下辖的一个乡镇级行政单位。

## 行政区划
砂田镇下辖以下地区：
金沙社区、砂田村、新塘村、南洋村、南坑村、南溪村、茜坑村、黄花村、荐坪村、铜峰村、沙溪村、占下村、占中村、占上村、占山村、岳坑村和大坑村。